# Amt Oldenburg
Das Amt Oldenburg war ein Verwaltungsbezirk des Großherzogtums Oldenburg und des späteren Freistaates Oldenburg. Der Sitz des Amtes befand sich in der Stadt Oldenburg. Die Funktion der oldenburgischen Ämter entsprach weitgehend der Funktion der Landkreise im übrigen Deutschen Reich.

## Geschichte
Das Amt Oldenburg wurde im Rahmen der oldenburgischen Verwaltungsreform von 1814 gegründet und umfasste zunächst die Landgemeinde Oldenburg sowie Holle, Osternburg und Wardenburg. 1858 kam die Gemeinde Hatten aus dem Amt Wildeshausen zum Amt hinzu. 1868 wurden die beiden Gemeinden Rastede und Wiefelstede aus dem aufgelösten Amt Rastede dem Amt Oldenburg zugeordnet.
1897 wurde die Landgemeinde Oldenburg in die Gemeinden Ohmstede und Eversten aufgeteilt. Am 1. April 1922 wurde Osternburg in die Stadt Oldenburg eingemeindet, der östliche Teil von Eversten folgte am 1. November 1924. Gleichzeitig wurde aus dem westlichen Teil von Eversten die neue Gemeinde Ofen gebildet.
Bei der Verwaltungsreform von 1933 wurde das alte Amt Oldenburg aufgelöst. Hatten, Holle und Wardenburg fielen an das neue Amt Oldenburg, Rastede und Wiefelstede zum neuen Amt Ammerland. Der größte Teil von Ohmstede wurde in die Stadt Oldenburg eingemeindet, die Dörfer Wahnbek, Ipwege und Ipwegermoor in die Gemeinde Rastede. Die Gemeinde Ofen wurde aufgelöst und auf die Gemeinden Bad Zwischenahn, Wiefelstede und Edewecht aufgeteilt. 1939 wurde aus dem neuen Amt Oldenburg der Landkreis Oldenburg.

## Einwohnerentwicklung
| Amt Oldenburg | 1890   | 1900   | 1910   | 1925   |
| ------------- | ------ | ------ | ------ | ------ |
| Einwohner     | 33.050 | 38.135 | 44.999 | 31.111 |

## Gemeinden
Das Amt Oldenburg umfasste 1910 acht Gemeinden (Stand 1. Dezember 1910):
| Gemeinde    | Einwohner |
| ----------- | --------- |
| Eversten    | 8.234     |
| Hatten      | 2.557     |
| Holle       | 1.448     |
| Ohmstede    | 7.643     |
| Osternburg  | 11.779    |
| Rastede     | 6.463     |
| Wardenburg  | 3.626     |
| Wiefelstede | 3.249     |